# Kohlensäureester

Struktur der Kohlensäure-Ester; bei einem Halbester ist R^{2}=H

Kohlensäureester (häufig auch ungenau Carbonate genannt) sind die Ester der in Substanz instabilen Kohlensäure. Ihre allgemeine Halbstrukturformel ist R1–O–C(=O)–O–R2, wobei R1 und R2 kohlenstoffhaltige Alkyl- oder Arylreste sind. Im Fall R1= R2 ist der Kohlensäureester symmetrisch, bei R1≠ R2 ist der Kohlensäureester unsymmetrisch. Gehören R1 und R2 zu demselben Molekül, so bildet sich eine ringförmige Verbindung wie beispielsweise Propylencarbonat.
Ist die Kohlensäurefunktion auf einer Seite unfunktionalisiert (R = H), so spricht man von einem Halbester. Die Urethane können ebenfalls als Halbester der Kohlensäure klassifiziert werden, zugleich sind sie Halbamide der Kohlensäure.

## Herstellung
Kohlensäureester können aus Phosgen und Alkoholen unter Abspaltung von Chlorwasserstoff hergestellt werden:
{\displaystyle \mathrm {COCl_{2}+2\ R{-}OH\ \longrightarrow \ 2\ HCl+CO(OR)_{2}} }
Mit 1,2-Glycolen entstehen die cyclischen Carbonate Ethylencarbonat und Propylencarbonat nur als Nebenprodukte neben Polycarbonaten.

## Verwendung
Kohlensäureester zeigen als recht polare Lösungsmittel eine gewisse Löslichkeit von anorganischen Salzen und werden daher als Elektrolytflüssigkeit (Li-Ionen-Akkus) verwendet.
Besonders bekannte Kohlensäureester sind die Polycarbonate, die als Kunststoffe vielfältige Verwendung finden.
Das sogenannte Triphosgen (Kohlensäure-bis-trichlormethylester) kann als weniger gefährlicher Ersatz für Phosgen in Synthesen verwendet werden.

## Weiteres
Neben den Kohlensäureestern der allgemeinen Formel CO(OR)2 gibt es auch sogenannte Orthokohlensäureester C(OR)4 (siehe auch Orthoester). Diese können durch Reaktion von Chlorpikrin mit Alkoholaten erhalten werden:
{\displaystyle \mathrm {CCl_{3}NO_{2}+4\ R{-}O^{-}\ \longrightarrow \ C(OR)_{4}+3\ Cl^{-}+NO_{2}^{-}} }

## Beispiele
- Kohlensäuredimethylester
- Kohlensäurediethylester
- Kohlensäurediphenylester